# OrganWorks
OrganWorks（オルガンワークス）は、日本のコンテンポラリー・ダンスのダンスカンパニー
2013年より平原慎太郎が主宰となり主に舞台作品の企画、運営及び振付、舞台衣裳、映像作品、楽曲、広報デザイン等を制作する団体として活動を始める。
各々の個人的な活動を勢力的に行うメンバーが公演や企画毎に集合し作品を制作し、個人の能力を発揮する為の団体という器に近い状態で存在している。
構成員は演出・振付／平原慎太郎、ダンサー／池上たっくん、小松睦、柴一平、東海林靖志、高橋真帆、タマラ、浜田純平、林田海里、町田妙子、村井玲美、薬師寺綾、渡辺はるか。
またカンパニーの主な音楽制作は景井雅之、熊地勇太、広報戦略室として森嶋拓が担当する。

## 略歴
2011年に平原慎太郎が衣裳の西村友美子、作曲家の熊地勇太、広報デザイナーのLéna PontらとともにダンスカンパニーOrganWorksを立ち上げる。
当初はダンサーをプロジェクト毎に抜擢していたが、2013年には7名のダンサーが参加し、メンバーを固定化しながら人数を増やしていく。
2016年に『Reason to Believe』が、トヨタコレオグラフィーアワードにて「次代を担う振付家賞」「オーディエンス賞」をダブル受賞。
翌年の2017年にトヨタコレオグラフィーアワード受賞者公演として『聖獣～live with a sun～』を発表。2019年には同作を愛知、広島、神戸、北海道、東京の５都市で上演する。
スペインの振付家Carmen Wernerとの親交が深く、2010年より毎年日本に招聘して公演やワークショップを企画している。
同時にOrganWorksもスペインに招聘され、合同で作品を発表している。

## 現在の構成員
振付家
- 平原慎太郎

ダンサー
- 柴一平
- 東海林靖志
- 薬師寺綾
- 町田妙子
- 小松睦
- 渡辺はるか
- 高橋真帆
- 浜田純平
- 村井玲美
- 池上たっくん
- 堀川千夏
- 林田海里
- タマラ

関連メンバー
- 景井雅之（音楽家）
- 熊地勇太（音楽家）
- 森嶋拓（広報戦略室）

## 作品

### 舞台公演
- Before Beginning After The END（2013年）
- Drag&Paste（2013年）
- 机の器の机（2014年）
- TSURA（2015年）
- Reason to Believe（2016年）
- のぞき/know the key（2016年）
- 聖獣 ～live with a sun～（2017年）
- くちないし（2019年）[3]
- HOMO（2020年）
- えんえん（2020年）
- WOLF（2020年）
- Too enough medium（2021年）
- ひび割れの鼓動/hedden world code（2021年）
- 168428_4/Nothing/無為（2022年）
- 漂幻する駝鳥（2023年）
- 光廷と崩底 -my telling was nothing-（2024年）
- ショウメイコウ/ Show me a code -Physical side-（2025年）

### 外部招聘作品
- She is me（2016年）
- ちのはて（2017年・2023年）
- diss__olv_e（2019年・2020年・2023年）
- Blur effect（2021年）

### 芸術祭etc
- 飛生芸術祭2018『語る町』（2018年）[4]
- 飛生芸術祭2019『町の屋根』（2019年）[5]
- 飛生芸術祭2020『街の朝』（2020年）
- 豊岡演劇祭2020『diss__olv_e』（2020年）
- 第５回海上シルクロード国際芸術祭 開幕式（2023年）

### ミュージックビデオ
- 上北健『Players』（2019年）[6]